# Landtagswahlkreis Märkischer Kreis IV
Der Landtagswahlkreis Märkischer Kreis IV war ein Landtagswahlkreis in Nordrhein-Westfalen, der zwischen 1980 und 2000 bestand. Er umfasste die Städte Menden (Sauerland), Hemer, Balve und Neuenrade im Märkischen Kreis und trug die Wahlkreisnummer 151.
Der Wahlkreis wurde zur Landtagswahl 2005 aufgelöst. Die Städte gehören seitdem gemeinsam mit der Stadt Plettenberg zum Wahlkreis Märkischer Kreis II. Vor 1980 war Balve Teil des Wahlkreises Arnsberg. Hemer und Teile von Menden gehörten zum Wahlkreis Iserlohn-Stadt – Iserlohn-Land II, das übrige Stadtgebiet von Menden wiederum zum Wahlkreis Iserlohn-Land I. Neuenrade lag im Wahlkreis Lüdenscheid I.

## Wahlergebnisse
| [ 1 ]           | 1980 | 1985 | 1990 | 1995 | 2000 |
| Partei          | %    | %    | %    | %    | %    |
| --------------- | ---- | ---- | ---- | ---- | ---- |
| CDU             | 50,0 | 44,2 | 44,0 | 45,1 | 42,5 |
| SPD             | 43,0 | 46,4 | 43,9 | 41,8 | 38,9 |
| Grüne           | 2,7  | 3,8  | 3,5  | 7,8  | 5,3  |
| FDP             | 4,2  | 5,1  | 5,2  | 3,6  | 9,8  |
| Sonstige        | 0,2  | 0,6  | 3,5  | 3,3  | 1,7  |
| Wahlbeteiligung | 80,8 | 73,6 | 69,9 | 55,4 | 62,9 |

Direkt gewählte Abgeordnete des Landtagswahlkreises Märkischer Kreis IV waren:
- 1980: Hermann-Josef Geismann (CDU)
- 1985: Hagen Müller (SPD)
- 1990: Hagen Müller (SPD) wurde das Mandat nach einer Nachzählung 1992 zugesprochen, zuvor hatte Petra Böckelmann (CDU) den Wahlkreis im Landtag vertreten.
- 1995: Hubert Schulte (CDU)
- 2000: Hubert Schulte (CDU)